# 239e régiment de chars de la Garde
Pour les articles homonymes, voir 239e régiment.
Le 239e régiment de chars de la Garde (russe : 239-й гвардейский танковый полк, abrégé en 239 гв. тп ; traduisible aussi par 239e régiment de tanks de la Garde), de son nom complet le 239e régiment de chars de la Garde « cosaques d'Orenbourg », ordres du Drapeau rouge, de Joukov, de Souvorov, de Koutouzov et d'Alexandre Nevski (russe : 239-й гвардейский танковый Краснознамённый, орденов Жукова, Суворова, Кутузова и Александра Невского Оренбургский казачий полк), numéro d'unité militaire 89547, est une unité blindée des forces terrestres russes. L'unité fait partie de la 90e division de chars de la Garde de la 41e armée, basée à Tchebarkoul dans le district militaire central.
Le régiment reprend la tradition d'une unité de cavalerie soviétique antérieure, remontant à la Seconde Guerre mondiale. Après la fin de la guerre, le régiment est converti en 42e régiment mécanisé de la Garde en 1945 et devient le 295e régiment de fusiliers motorisés de la Garde en 1957. Le régiment est renommé en 7e brigade de chars de la Garde en 2009. Après une réorganisation en 2016, la lignée de l'unité se poursuit avec le 239e régiment de chars de la Garde de la 90e division de chars de la Garde. Avec la division, le 239e régiment est engagé dans l'invasion russe de l'Ukraine en 2022.

## Histoire

### Seconde Guerre mondiale
L'unité est formée sous le nom de 240e régiment de cavalerie de la 73e division de cavalerie en août 1941 à Biïsk. L'unité est transférée dans la base Berdino dans l'oblast de Briansk en mai 1942, où les restes de la 55e division de cavalerie sont fusionnés avec la 73e division. La division combinée est renommée 55e division de cavalerie et le 240e est renuméroté 84e régiment de cavalerie, obtenant le même numéro qu'un régiment de la 55e division de cavalerie d'origine. Par la suite, en février 1943, le régiment devient le 55e régiment de cavalerie de la Garde. La division devient la 15e division de cavalerie de la Garde (ru) en reconnaissance d'un raid réussi derrière les lignes allemandes dans les zones de Cheroukhino et Debaltseve. Pour sa « réussite des tâches de combat » dans la destruction des troupes allemandes et la capture de Kalisz et Łódź, le régiment reçoit l'Ordre de Souvorov de 3e classe.
Pour sa percée des défenses allemandes à l'est de Stargard et la prise de Bärwalde, Węgorzyno, Łobez, Świdwin et Karlino, le régiment reçoit l'Ordre d'Alexandre Nevski le 26 avril 1945. Le régiment termine la guerre à Rathenow, à l'ouest de Berlin. Pour son « accomplissement des missions assignées » dans les batailles pour la prise de Rathenow, Spandau et Potsdam, le régiment reçoit l'Ordre de Koutouzov de 3e classe. Pendant la guerre, 11 237 soldats du régiment ont été décorés et huit ont reçu le titre de héros de l'Union soviétique.

### Post-1945

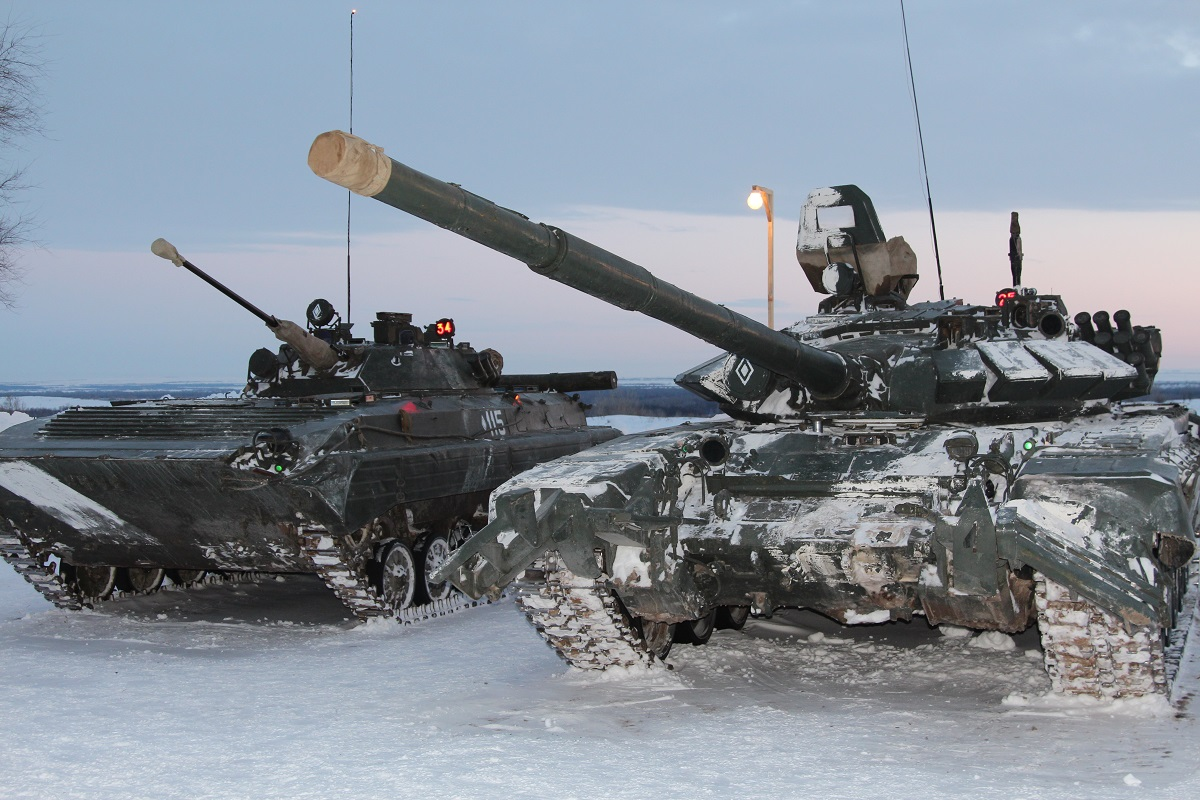
BMP-2 et T-72BA de la 90e division en 2017.

Après-guerre, le régiment est transféré à Brest et est renommé 42e régiment mécanisé de la Garde le 6 septembre 1945 lorsque la division devient la 12e division mécanisée de la Garde. Le 16 mai 1957, il est réorganisé en 295e régiment mécanisé de la Garde de la 15e division de chars de la Garde (en), le régiment participe à l'invasion de la Tchécoslovaquie par le pacte de Varsovie en 1968. Après la fin de l'invasion, le régiment est placé en garnison à Milovice avec la division dans le cadre du groupement central des forces. En 1990, le régiment est déplacé à Tchebarkoul. Le régiment reçoit le titre honorifique des cosaques d'Orenbourg le 15 juin 1994.

### XXIesiècle
À la suite de la dissolution de la 15e division de chars de la Garde en 2004, le régiment est transféré dans la 34e division motorisée de la Garde,. Le 1er mars 2009, le régiment est réorganisé en 7e brigade de chars de la Garde,. Des éléments de la brigade participent à la guerre du Donbass fin 2014 et début 2015,. Les publications sur les réseaux sociaux des membres de la brigade révèlent que des éléments de la brigade ont été déployés à Palmyre vers avril 2016 dans le cadre de l'intervention militaire russe dans la guerre civile syrienne. Au 1er décembre 2016, la brigade est utilisée pour former la nouvelle 90e division de chars de la Garde, héritant des récompenses et des traditions de la 7e brigade de chars de la Garde, transférées dans le 239e régiment de chars de la Garde,. Un précédent de la 239e régiment de chars de la Garde non apparenté avait servi aux côtés du 295e régiment de fusiliers motorisés de la Garde dans la 15e division de chars de la Garde.
Lors de l'invasion russe de l'Ukraine en 2022, des groupes tactiques de bataillon issus de la 90e division de chars de la Garde, y compris les 6e et 239e régiments de chars de la Garde, sont engagés dans l'offensive de Kiev. Lors d'une l'attaque pendant la bataille de Brovary vers le 10 mars, les services de renseignement ukrainiens signalent avoir subi de lourdes pertes, les contraignant de battre en retraite et de passer à la défensive. Une enquête menée par le site d'information de l'opposition russe Meduza révèle que des éléments du régiment ont été impliqués dans des crimes de guerre, notamment le meurtre de civils et de viols dans le village de Bohdanivka, dans le raïon de Brovary, alors sous contrôle russe. Le régiment reçoit l'Ordre de Joukov le 15 juin 2022 pour ses services de bataille lors de l'invasion.